# 棘侧蛙
棘侧蛙（学名：Rana shini）为蛙科蛙属的两栖动物，是中国的特有物种。分布于湖南、广西、四川、贵州等地。该物种的模式产地在广西瑶山。